# Утяшино
Утяшино (баш. Үтәш) — деревня в Кубиязовском сельсовете Аскинского района Республики Башкортостан России.

## Географическое положение
Расстояние до:
- районного центра (Аскино): 18 км,
- центра сельсовета (Кубиязы): 3 км,
- ближайшей железнодорожной станции (Куеда): 128 км.

## История
В «Списке населенных мест по сведениям 1870 года», изданном в 1877 году, населённый пункт упомянут как деревня Утяшева 1-го стана Бирского уезда Уфимской губернии. Располагалась при речке Тюе, между правой стороной Кунгурского почтового тракта и левой — Сибирского почтового тракта из Уфы, в 121 верстах от уездного города Бирска и в 12 верстах от становой квартиры в селе Аскине. В деревне, в 62 дворах жили 426 человек (201 мужчина и 225 женщин, тептяри, русские), были мечеть, училище, водяная мельница. Жители занимались пчеловодством.
По сведениям переписи 1897 года, в деревне Утяшина Бирского уезда Уфимской губернии жили 668 человек (320 мужчин и 348 женщин), из них 662 мусульманина.
До 1985 года — в Кубиязовском сельсовете БАССР.
С 1985 по 2004 годы — в составе Маталинского сельсовета.
Указом Президиума Верховного Совета Башкирской АССР от 24.05.1985 N 6-2/150 «Об образовании Маталинского сельсовета в составе Аскинского района» исключен из Кубиязовского сельсовета Аскинского района и передан в состав Маталинского сельсовета,
С 2004 г. — Утяшино вновь в Кубиязовском сельсовете (Закон Республики Башкортостан от 17.12.2004 N 125-з (ред. от 06.11.2007) «Об изменениях в административно-территориальном устройстве Республики Башкортостан, изменениях границ и преобразованиях муниципальных образований в Республике Башкортостан»).

## Население
| 2002 | 2009 | 2010 |
| ---- | ---- | ---- |
| 268  | ↘252 | ↘182 |

Согласно переписи 2002 года, преобладающие национальности — татары (48 %), башкиры (50 %).

## Религия
В деревне есть мечеть.